# Tony Halme
Tony Christian Halme (* 6. Januar 1963 in Helsinki; † 8. Januar 2010 ebenda) war ein finnischer Politiker sowie ehemaliger Wrestler und Profiboxer.

## Karriere

### Wrestling
Halme, der seine Ausbildung zum Wrestler bei Verne Gagne erhielt, begann seine Wrestlingkarriere unter dem Namen The Viking in der Universal Wrestling Federation. Dann ging er nach Japan, wo er von Antonio Inoki für dessen Promotion New Japan Pro-Wrestling verpflichtet wurde. Hier war er drei Jahre tätig, ohne allerdings in der Rolle des „bösen Riesen aus dem Westen“ an Leon White oder Scott Norton vorbeizukommen.
1993 debütierte er in der World Wrestling Federation in der Rolle des finnischen Amerikahassers Ludvig Borga, der sehr schnell in die obere Kampfkarte eingesetzt wurde und unter anderem die zweijährige Siegesserie von Tatanka beenden durfte. Nach einer Verletzungspause durfte er nicht mehr an die vorherigen Erfolge anknüpfen und verließ die Liga wieder. 1995 hatte er noch einige Auftritte in der deutschen CWA, bevor er sich nach einem kurzen Ausflug in die Schauspielerei (mit Nebenrollen in u. a. Stirb langsam: Jetzt erst recht und American Tigers) einer Boxkarriere zuwandte.

### Mixed Martial Arts
Im Oktober 1994 trat Halme bei einer US-Tour des japanischen Fighting Network RINGS auf und besiegte dabei den Georgier Tariel Bizadse. Dies blieb auch sein einziger Erfolg, denn sowohl bei RINGS gegen den Niederländer Dirk Vrij (1995 und 1997) und den Japaner Mitsuya Nagai (1996), als auch beim US-amerikanischen Ultimate Fighting Championship, wo er nach 56 Sekunden gegen Randy Couture aufgeben musste, gab es nur Niederlagen. Somit konzentrierte er sich wieder verstärkt auf das Boxen.

### Boxen
Seine Karriere als Profi-Boxer begann Halme im Juni 1995 in Las Vegas, wo er Bradford Powell in dessen letztem Kampf in der ersten Runde ausknockte. Im September 1996 erhielt er die Chance gegen Jukka Järvinen um die vakante finnische Meisterschaft im Schwergewicht zu boxen und unterlag in der dritten Runde durch Disqualifikation. Ein Jahr später konnte er Järvinen in der 1. Runde ausknocken und den Titel gewinnen. Bereits bei der nächsten Titelverteidigung musste er gegen Mika Kihlström in der 5. Runde einen technischen K. o. einstecken.
Seinen prominentesten Gegner hatte er im April 1999 mit dem alternden US-Amerikaner Iran Barkley, den er in einem Kampf um den vakanten WBF Americas Titel nach Punkten besiegen konnte. Bereits im nächsten Kampf gab es gegen den Mexikaner Agustin Corpus eine K.-o.-Niederlage in der dritten Runde.
Das Jahr 2000 war für Halme durchwachsen. Zwar gelang es ihm im April den Finnischen Meistertitel durch einen Viertrunden-K. o. von Kihlström zurückzugewinnen, im Kampf um die vakante Schwergewichtsmeisterschaft der NBA unterlag er jedoch im Oktober dem Franzosen Yacine Kingbo in der zweiten Runde. Nach drei weiteren Kämpfen beendete er seine Boxkarriere Ende 2002.
Insgesamt bestritt er 19 Kämpfe, von denen er 13 gewann.

### Politik
Im März 2003 wurde Halme, der mehrfach durch einwanderungsfeindliche Äußerungen auf sich aufmerksam gemacht hatte, für die rechtspopulistische Partei Wahre Finnen mit der ungewöhnlich hohen Stimmenzahl von 16.390 im Wahlkreis Helsinki in das Finnische Parlament gewählt. Dort fiel er mehrfach durch umstrittene Äußerungen auf, etwa homophoben Beleidigungen gegenüber der Präsidentin Tarja Halonen.
Im Juli des gleichen Jahres feuerte er in einem von Alkohol und anderen Drogen verursachten Delirium in seinem Appartement um sich und wurde in ein Krankenhaus eingeliefert. Da er die Waffe nicht hätte führen dürfen und bei der Durchsuchung Steroide gefunden wurden, wurde er im Januar 2004 zu einer Bewährungsstrafe von vier Monaten und einer Geldstrafe von 80 Tagessätzen verurteilt. Bei der Parlamentswahl 2007 trat Halme nicht wieder an.

### Tod
Tony Halme wurde am 10. Januar 2010 in seiner Wohnung in Helsinki tot aufgefunden. Er hatte sich zwei Tage zuvor das Leben genommen.

## Sonstiges
Halme trat als Wrestler stets mit hohen Stiefeln auf, da er auf der Wade SS-Runen tätowiert hatte.
Im dritten Teil der „Die Hard“ Filmreihe Stirb langsam: Jetzt erst recht stellte Halme den Terroristen Roman dar.